# Fuori in 60 secondi
Fuori in 60 secondi (Gone in 60 Seconds) è un film del 2000 diretto da Dominic Sena, remake di Rollercar - Sessanta secondi e vai! di H.B. Halicki.

## Trama
Randall "Memphis" Raines, ex ladro d'auto dall'eccezionale abilità, ha abbandonato il crimine da 6 anni lasciandosi alle spalle quella vita, i suoi amici, suo fratello minore e la madre. Tuttavia riceve una visita dal suo vecchio amico Atley Jackson, il quale lo aggiorna sul fratello: Kip, divenuto un ladro di auto di lusso, come il fratello, per una bravata commessa dopo un furto ha messo a rischio un grande affare al suo capo, l'inglese Raymond Calitri, indagato già da tempo dalla polizia per omicidio di primo grado. Kip era stato assunto due settimane prima da Calitri per il furto di 50 macchine di lusso in cambio di duecentomila dollari, ma la bravata di Kip, che ha involontariamente attirato l'attenzione della polizia su una delle auto rubate, ha condotto le autorità al luogo dove avevano nascosto buona parte delle auto della lista sottratte, Kip e i suoi compagni sono riusciti a scappare e a cancellare gran parte delle prove prima dell'arrivo della polizia, ma hanno dovuto abbandonare le auto.
Per salvare Kip, Atley ha suggerito a Calitri di rivolgersi a Randall per eseguire il furto, la cui scadenza è fissata tra 4 giorni. Calitri fa chiudere Kip in un'auto sotto una pressa e minaccia di schiacciarlo se Randall non accetta l'offerta: Calitri pagherà Randall i duecentomila pattuiti e risparmierà Kip se completerà il furto, in caso contrario suo fratello morirà.
Randall, messo alle strette, accetta e va a trovare la madre, che lavora come cameriera in una tavola calda. Quest'ultima capisce che deve essere accaduto qualcosa di grave e quando Randall le spiega che deve tornare alla sua vecchia vita per salvare il fratello, quest'ultima gli dà la sua benedizione, malgrado gli avesse fatto promettere di non commettere più alcun crimine. La sua presenza viene notata da un poliziotto, collega di Roland Castlebeck, un ottimo detective che in passato andò più volte vicino ad arrestare Randall, senza mai riuscirci, cosa che considera l'unica macchia sulla sua brillante carriera. Il detective, accompagno dal suo giovane collega Drycoff, capisce subito che Randall non sarebbe mai tornato se non ci fosse qualcosa di losco e inizia ad indagare.
Randall contatta il suo vecchio mentore Otto Halliwell, divenuto un onesto restauratore d'auto, per chiedergli aiuto in quanto da solo è semplicemente impossibile farcela. Otto, per aiutare Kip, accetta di aiutarlo ad organizzare i furti e a mettere insieme i membri rimasti vivi e ancora in libertà della vecchia squadra, inclusa la sua ex ragazza Sara "Sway" Wayland, anch'ella redenta con un doppio lavoro: meccanico di giorno e barista di sera. Sway non vorrebbe tornare a quella vita, ma decide di aiutarlo per aiutare Kip. Con solo 72 ore per rubare 50 macchine, tra le quali Lamborghini, Ferrari, Porsche, Mercedes-Benz e molte altre, Randall deve accettare anche l'aiuto del fratello e dei suoi amici, poiché della sua vecchia squadra sono rimasti in pochi. Con solo due giorni rimasti, Otto e Randall spiegano il piano: rubare 50 macchine in una notte sola, l'ultima, e dedicare la prima a prepararsi, poiché distribuendo il furto in due sere la seconda notte la polizia sarebbe stata in massima allerta, mentre in una notte sola avrebbero potuto contare sull'effetto sorpresa e prima ancora che i furti venissero denunciati le auto sarebbero già state nella nave portacontainer da cui sarebbero partite alle otto di mattina.
Durante la notte la gang riesce, non senza diverse difficoltà (incluso Castlebeck e i suoi colleghi che li tengono d'occhio), a rubare 49 auto, l'ultima rimasta è Eleanor, una Ford Shelby Mustang GT500 del 1967 (nel film la Mustang è quella fornita del kit "Eleanor", con motore V8 da 500 CV e la scritta sul bordo inferiore GT500E). Castlebeck, interrogando uno dei suoi informatori, scopre che Kip si è messo nei guai per aver fatto fallire un colpo affidatogli da Calitri, così capisce che Memphis sta completando il lavoro. Dopo aver scoperto nel vecchio magazzino del colpo fallito da Kip una lista mal cancellata delle auto da rubare, Castlebeck ha un'idea per incastrare Memphis: ordina a Drycoff di scoprire l'ubicazione di tutte le Shelby Mustang GT500 del 1967, che saranno poche vista la rarità, in città e di mandare delle unità a sorvegliarle. Castlebeck è consapevole che Randall abbia rischiato due volte la pelle tentando di rubarne una (una volta finì capottato e un'altra finì in mare) e che quindi la lascerà per ultima. Drycoff e Castlebeck arrivano alla stessa Shelby subito dopo che Memphis si mette alla guida e lo inseguono insieme ad altre unità per tutta la città. Randall ha poco più di mezz'ora per arrivare a destinazione, ma essere inseguito dalla polizia lo costringe ad allungare di molto il percorso, durante il quale l'auto viene anche parzialmente danneggiata. Atley, nel sentire Kip descrivere il fratello come un codardo che in passato è scappato abbandonando i propri amici e lui stesso, si irrita e gli rivela che Memphis si lasciò alle spalle la sua vita, i suoi amici e la sua famiglia perché fu la madre a chiederglielo, temendo che Kip seguisse le sue orme, e di come vederlo diventare lo stesso un ladro sia stato come aver sprecato il suo sacrificio.
Memphis riesce ad arrivare a destinazione, ma con 12 minuti di ritardo. Atley, su richiesta di Memphis, mente a Calitri dicendo che Kip è scappato per sfuggire all'esecuzione, ma questi gli risponde che allora ucciderà Memphis. Quest'ultimo ordina ai suoi di distruggere la Shelby e sparare a Memphis, ma Atley e Kip arrivano in tempo per salvarlo. Randall decide di risolvere le cose con Calitri e lo aggredisce, ma questi afferra una pistola e inizia ad inseguirlo. Castlebeck e Drycoff, dopo essersi fatti sfuggire Memphis, provano a cercarlo alla dita di demolizioni di Calitri proprio mentre quest'ultimo sta inseguendo Memphis. Calitri incontra Castlebeck e malgrado questi tenti di farlo ragionare, Calitri afferma che lo ucciderà. Prima che possa farlo, però, Memphis lo salva spingendo Calitri, il quale precipita per diversi piani e muore. Castlebeck, avendo capito che Memphis abbia commesso i furti solo per amore fraterno e grato per essere stato salvato, decide di lasciarlo andare e Memphis gli rivela il molo cui è attraccata la nave portacontainer con le auto rubate, così che possa recuperarle.
Il gruppo si ritrova all'officina di Otto per un barbecue per festeggiare e Kip, dopo aver venduto la moto, regala al fratello una Shelby GT500 piuttosto malandata, ma che Otto promette di restaurare per farla tornare in condizioni perfette in un paio di settimane. Kip gli spiega che è il suo modo per ringraziarlo per tutti i sacrifici fatti per lui, così i fratello finalmente si riconciliano e Memphis chiede a Sway, tornata insieme a lui, di fare un giro in auto.

## Distribuzione
La prima negli Stati Uniti è stata il 5 giugno 2000; la prima in Italia il 15 settembre 2000.

## Accoglienza
Nonostante lo scarso giudizio da parte della critica, il film ha ottenuto un discreto successo di pubblico.

## Curiosità
- La trama si discosta di molto dal film di Halicki: l'originale è principalmente incentrato sugli inseguimenti in città e sull'azione, dedicando davvero poco tempo alle parti dialogate. Il rifacimento invece concentra molto l'attenzione sui preparativi per il "grande furto" e indaga più a fondo (per quanto possa fare un film blockbuster) nei rapporti umani fra i personaggi della storia, lasciando invece l'inseguimento finale solo nell'ultima parte della pellicola.
- Fra le auto presenti nel film, oltre alla Shelby Mustang, si possono citare la Ferrari 275 GTB, la Ferrari F355, la Ferrari 550 Maranello, la Jaguar XJ220, la Ford Thunderbird, la Cadillac Eldorado e l'Escalade, la Lamborghini Diablo, svariate Porsche, Corvette e auto d'epoca.
- Molte scene sono state girate sul Vincent Thomas Bridge di Los Angeles.

## Lista delle 50 Auto e nome in codice
1. Aston Martin DB1 (1962): Barbara
2. Aston Martin DB7 (1999): Mary
3. Bentley Arnage (1999): Lindsey
4. Bentley Azure (1999): Laura
5. Bentley Continental (1964): Alma
6. Cadillac Eldorado (1959): Madeline
7. Cadillac Eldorado Brougham (1999): Patricia
8. Cadillac Eldorado STS (2000): Daniela
9. Cadillac Escalade (1999): Carol
10. Chevrolet Bel Air Convertible (1957): Stefanie
11. Chevrolet Camaro Z28 (1969): Erin
12. Chevrolet Corvette (1953): Pamela
13. Chevrolet Corvette Stingray Big Block (1967): Stacey
14. Ford F350 4x4 pick-up (2000): Anne
15. De Tomaso Pantera (1971): Kate
16. Dodge Daytona (1969): Vanessa
17. Dodge Viper Coupe GTS (1998): Denise
18. Ferrari 275 GTB/4 (1967): Nadine
19. Ferrari 550 Maranello (1999): Angelina
20. Ferrari F355 (1995): Diane
21. Ferrari F355 F1 (1997): Iris
22. Ferrari Testarossa (1987): Rose
23. Ford Thunderbird (1957): Susan
24. GMC Yukon (2000): Megan
25. Hummer Pickup (1999): Tracy
26. Infiniti Q45 (1999): Rachel
27. Jaguar XJ220 (1994): Bernadene
28. Jaguar XK8 Coupe (1999): Deborah
29. Lamborghini Diablo SE30 (1990): Gina
30. Lexus LS 400 (1999): Hillary
31. Lincoln Navigator (1999): Kimberley
32. Mercedes Benz 300 SL Gullwing (1957): Dorothy
33. Mercedes Benz CL 500 (1999): Donna
34. Mercedes Benz S 600 (1999): Samantha
35. Mercedes Benz SL 600 (1998): Ellen
36. Mercury Custom (1950): Gabriela
37. Plymouth Hemi Cuda (1971): Shannon
38. Plymouth Roadrunner (1969): Jessica
39. Pontiac GTO (1965): Sharon
40. Porsche 911 Twin Turbo (1997): Tanya
41. Porsche 959 (1988): Virginia
42. Porsche 996 (1999): Tina
43. Porsche Boxster (2000): Marsha
44. Porsche Speedster (1961): Natalie
45. Rolls Royce Limousine (2000): Grace
46. Shelby AC Cobra (1966): Ashley
47. Shelby Mustang GT 500 (1967): Eleanor
48. Toyota Landcruiser (2000): Cathy
49. Toyota Supra Turbo (1998): Lynn
50. Volvo Turbo Wagon R (2000): Lisa